# Vinik Veli
Vinik Veli je nenaseljeni otočić kod Murtera na otoku Murteru.
Njegova površina iznosi 0,189 km². Dužina obalne crte iznosi 1,67 km.

## Vanjske poveznice
|  | Zajednički poslužitelj ima još gradiva o temi Vinik Veli |